# 旭製菓
株式会社旭製菓（あさひせいか）は、東京都西東京市に本社を置くかりんとうを製造する企業。

## 概要
1924年10月10日に守下吉太郎が神奈川県横浜市にて創業。1965年に現在地に移転した。かりんとうの製造、一般流通先への卸、PB商品の開発、各種専門店への卸、通信販売等を行っている。菓子のオリンピックと呼ばれる、全国菓子大博覧会で4度連続、最高位の「名誉総裁賞」を受賞、他、受賞歴多数。メディアにも多数取り上げられる。『ごま大学かりんとう』、『きんぴらごぼうかりんとう』、『竹炭かりんとう』など種類豊富な品揃え。中でも季節限定の『和チョコかりんとう』や5種類のかりんとうをミックスした『ミックス缶かりんとう』は人気が高い。
また、独自の蜜がけ技術を生かし、アンソニーズポップコーンの販売を開始。
2020年春より花園工場直売店に併設で小麦や黒糖にこだわった絶景カフェをオープンした。
現在、本社工場（西東京市）や花園工場（埼玉県深谷市）を中心に直営店9店舗がある他、フランチャイズ店もある。

### 沿革
- 1924年（大正13年） - 神奈川県横浜市にて創業
- 1945年（昭和20年） - 東京都杉並区荻窪に移転
- 1965年（昭和40年） - 東京都保谷市 （現西東京市）泉町に移転

### 本社および工場・店舗所在地
- 本社：東京都西東京市泉町6-10-22
- 本社工場直売店 : 東京都西東京市泉町5-16-3
- 田無店 : 東京都西東京市田無町4-26-8
- ひばりヶ丘北口店 : 東京都西東京市ひばりヶ丘北4-3-30 ひばりヒルズ1F
- エミオ保谷店 : 東京都西東京市東町3-14-33（西武池袋線　保谷駅　エミオ内 2階）
- エミオ武蔵境店 : 東京都武蔵野市境南町2-1-12（JR中央線・西武多摩川線　武蔵境駅　エミオ内1階）
- 鷺の宮店 : 東京都中野区鷺宮3-17-3
- 府中店 : 東京都府中市清水が丘3-26-4
- 花園工場/花園工場直売店 : 埼玉県深谷市小前田509-2
- Layer Cafe : 花園工場直売店併設
- 川越鐘つき堂店 : 埼玉県川越市幸町14-3